# Melahverfi
Melahverfi (zwane też Melahverfi í Hvalfirði) – miejscowość w zachodniej Islandii, położona w przesmyku pomiędzy zatokami Hvalfjörður i Leirárvogur, pobliżu jeziora Eiðisvatn. Położona jest przy drodze nr 1, od której w pobliżu odchodzą drogi nr 51 do Akranes i nr 47 wokół fiordu Hvalfjörður. Na początku 2018 roku zamieszkiwało ją 107 osób. Wchodzi w skład gminy Hvalfjarðarsveit w regionie Vesturland.